# Ken Tribbett
Ken Tribbett (Centennial, 25 agosto 1992) è un ex calciatore statunitense, di ruolo difensore.

## Caratteristiche tecniche
È un difensore centrale.

## Carriera
Ha debuttato in MLS il 6 marzo 2016 disputando con il Philadelphia Union l'incontro perso 2-0 contro l'FC Dallas.